# Spoorlijn Bremerhaven - Bederkesa
De spoorlijn Bremerhaven - Bederkesa is een Duitse spoorlijn in Sleeswijk-Holstein en is als spoorlijn 1311 onder beheer van DB Netze.

## Geschiedenis
Het traject werd door de Preußische Staatseisenbahnen geopend in 1896.

## Treindiensten
Het traject is in gebruik als museumlijn.

## Aansluitingen
In de volgende plaats is er een aansluiting op de volgende spoorlijnen:
Bremerhaven-Speckenbüttel
DB 1310, spoorlijn tussen Bremerhaven en Cuxhaven
DB 1740, spoorlijn tussen Wunstorf en Bremerhaven